# Кузбасский институт ФСИН России
Федеральное казённое образовательное учреждение высшего образования «Кузбасский институт Федеральной службы исполнения наказаний России» (сокр. ФКОУ ВО Кузбасский институт ФСИН России) — высшее учебное заведение в системе образовательных учреждений Федеральной службы исполнения наказаний по подготовке квалифицированных офицерских кадров для службы в уголовно-исполнительной системе РФ. Единственный расположенный за Уралом ВУЗ подобного направления.

## История
16 сентября 1999 г. министром юстиции был подписан приказ № 265 о создании в Новокузнецке Кузбасского филиала Владимирского юридического института Министерства юстиции Российской Федерации. Во многом это связано с тем, что все вузы, занимавшиеся подготовкой кадров для уголовно-исполнительной системы, были расположены в европейской части страны, и вся территория от Урала до Дальнего Востока в связи с этим испытывала самый настоящий кадровый «голод». Между тем, управления пенитенциарной системы сибирских регионов – Красноярского, Забайкальского края, Кемеровской, Новосибирской, Иркутской области и др. – давно были значительной частью уголовно-исполнительной системы страны, в Сибири располагалось большое количество исправительных учреждений (так, Кемеровская область в конце 1990-х гг. занимала 4 место в России по числу расположенных на её территории исправительных учреждений и следственных изоляторов и 3 место по числу отбывающего в них наказание спецконтингента), и кадровая проблема в них продолжала быть актуальной. Руководством уголовно-исполнительной системы Министерства юстиции Российской Федерации в целях обеспечения органов и учреждений УИС квалифицированными кадрами было принято решение об открытии ведомственного высшего учебного заведения за Уралом.
Первым начальником Кузбасского филиала Владимирского юридического института Минюста России стал Анатолий Петрович Полуэктов, который с 1984 г. служил в органах внутренних дел и не понаслышке знал о дефиците высококвалифицированных кадров для правоохранительных структур.
8 августа 1999 г. для нужд Кузбасского филиала ВЮИ Минюста России был передан комплекс зданий и сооружений общей площадью 11277,7 кв. м. по адресу ул. Рудокопровая, 49.
Личный состав филиала насчитывал всего 24 сотрудника. Учебный процесс обеспечивали две кафедры – гуманитарных и юридических дисциплин, работой с переменным составом – слушателями – занимался факультет заочного обучения.
Кузбасский филиал ВЮИ Минюста России осуществлял подготовку специалистов по программам среднего и высшего профессионального образования по специальностям 0203 «Правоохранительная деятельность» (заочная форма обучения), 021100 «Юриспруденция» (заочная форма обучения), а также проводил повышение квалификации руководящих работников и специалистов по профилю вуза.
В 2000 г. филиал принял на обучение первых 285 слушателей из 20 регионов России – Томской, Новосибирской, Кемеровской, Иркутской областей, Алтайского и Красноярского края, Бурятии, Хакасии и др. Бо́льшая часть из них являлись сотрудниками служб охраны, конвоирования, режима, надзора, воспитательных отделов. Подготовка осуществлялась по программам среднего и высшего профессионального образования по специальностям «Правоохранительная деятельность» и «Юриспруденция».
В июле 2003 г. получили дипломы первые выпускники-заочники, обучавшиеся по программе высшего профессионального образования на базе среднего профессионального (юридического) образования. Вручал дипломы начальник ВЮИ Минюста России, генерал-майор внутренней службы В. М. Морозов.
Уже в первые годы существования филиала стало понятно, что здание по адресу ул. Рудокопровая, 49 не отвечало потребностям учебного заведения.
В октябре 2002 г. филиал переехал в комплекс зданий и сооружений профессионально-технического училища № 30 по адресу пр-т Октябрьский, 49 общей площадью более 12 тыс. кв. м. К этому времени в штате филиала было 119 человек.
С 2003 г. по специальности «Юриспруденция» стали обучаться также и курсанты очной формы обучения.
С самого основания Кузбасский филиал Владимирского юридического института Минюста России (ФСИН России) интенсивно развивался.
Открывались новые кафедры – к 2006 г. их было уже семь: уголовного права и криминологии; уголовно-исполнительного права, пенитенциарной педагогики и пенитенциарной психологии; государственно-правовых дисциплин; гражданско-правовых дисциплин; уголовного процесса и криминалистики; гуманитарных дисциплин; боевой, тактико-специальной и физической подготовки.
Конечно, учитывая активное и планомерное развитие филиала, а также его стратегически важное расположение (Сибирь – край, в котором дислоцируются сотни исправительных учреждений, и всем им необходимы кадры высокой квалификации), закономерным было создание на базе филиала самостоятельного вуза.
25 декабря 2006 г. распоряжением Правительства Российской Федерации № 1819-р на базе Кузбасского филиала Владимирского юридического института ФСИН России был создан Кузбасский институт ФСИН России с филиалами в городах Томске и Уссурийске.
В 2007 г. вуз получил новую лицензию, дающую право ведения образовательной деятельности по программам среднего профессионального образования – 030505 «Правоохранительная деятельность», уровень образования – среднее профессиональное, квалификация – юрист; высшего профессионального образования – 030500 «Юриспруденция», уровень образования – высшее профессиональное, квалификация – бакалавр юриспруденции; высшего профессионального образования – 030501 «Юриспруденция», квалификация – юрист.
В 2008 г. курсанты первого набора факультета очного обучения успешно окончили институт. Участие в торжественной церемонии вручения дипломов о высшем профессиональном образовании и присвоения 86 выпускникам Кузбасского института ФСИН России специального звания «лейтенант внутренней службы» принимали 13 высших офицеров – сотрудников и ветеранов уголовно-исполнительной системы, правоохранительных органов. 10 курсантов первого выпуска завершили обучение с отличием. Первый начальник института А. П. Полуэктов вспоминал об этом событии как об одном из главных в своей жизни.
В 2010 году институт возглавил Михаил Валентинович Киселев, кандидат педагогических наук, генерал-майор внутренней службы. С его приходом институт получил новый импульс в развитии. Проведен большой объём работы по укреплению учебно-материальной базы института, улучшению социально-бытовых условий личного состава, организации ремонта зданий и сооружений. До 2013 года институт осуществлял подготовку по 1 специальности среднего профессионального образования, 3 специальностям высшего образования и 3 программам дополнительного профессионального образования. Благодаря принятым Киселевым М.В. мерам институт получил лицензии и успешно реализует дополнительно основные образовательные программы высшего образования по 3 специальностям, высшего образования – подготовки кадров высшей квалификации по 2 специальностям и программу профессиональной подготовки водителей транспортных средств категории «В». Для проведения практических занятий по автомобильной подготовке с обучающимися по ведомственной специализации: «Организация охраны и конвоирования в УИС» в 2013 году приобретены учебные автомобили, а в 2016 году построен и сдан в эксплуатацию автодром, построенный с учётом всех современных требований. При содействии профильных управлений ФСИН России для качественной подготовки курсантов, институт был обеспечен новейшими образцами техники, используемыми в учреждениях УИС.
За период руководства Киселевым М.В. (с 2010 по 2018 гг) институтом на 80 % (с 46 до 82) увеличилось количество, а также улучшилось качество научных исследований по актуальным проблемам деятельности УИС.
В 2010 году под руководством Киселева М.В. в институте создан Совет ветеранов, который оказывает реальную помощь в воспитании переменного состава и молодых сотрудников.
15 мая 2014 г. Кузбасскому институту было вручено знамя. Вручение знамени – одна из самых значимых церемоний в уголовно-исполнительной системе. Знамя является официальным символом и реликвией подразделения, олицетворяет его честь, доблесть, славу, традиции.
Процедуре вручения знамени в Кузбасском институте традиционно предшествовал ритуал прибивки знамени к древку. Он зародился ещё в XIX веке. На специально убранном столе помещалось знамя, специальные знаменные гвозди и скоба заколачивались на 2/3 длины. Старший в чине из присутствующих на церемонии, нередко сам император, вбивал верхний из наживленных гвоздей, затем молоток передавался следующему по старшинству. Знамя символически объединяло всех – от генерала до рядового. Оно жаловалось навечно – и прибивалось раз и навсегда. Даже на починку древка, если она влекла за собой необходимость перебивки полотнища, с 1883 г. требовалось испросить Высочайшее соизволение.
В Кузбасском институте почетное право начать прибивку полотнища знамени к древку было предоставлено начальнику Кузбасского института ФСИН России, генерал-майору внутренней службы М. В. Киселеву.
В церемонии приняли участие начальник управления режима и надзора ФСИН России, полковник внутренней службы В. В. Федоров, начальник ГУФСИН России по Кемеровской области, генерал-майор внутренней службы К. Г. Антонкин, начальник Самарского юридического института ФСИН России, генерал-майор внутренней службы Р. А. Ромашов, заместитель начальника отдела присвоения званий и наград управления кадров ФСИН России М. В. Новиков, Кузбасский прокурор по надзору за соблюдением законов в исправительных учреждениях, старший советник юстиции А. В. Карманов, а также председатель Совета ветеранов Кузбасского института ФСИН России, полковник внутренней службы в отставке А. Д. Талипов.
На следующий день, 15 мая 2014 г.,на Бульваре Героев в Новокузнецке состоялась торжественная церемония вручения знамён и подписанных Президентом Российской Федерации грамот к знамёнам Главному управлению Федеральной службы исполнения наказаний по Кемеровской области и Кузбасскому институту ФСИН России. То, что эти два события происходили одновременно, стало ещё одним символическим подтверждением единства науки и практики.
В церемонии приняли участие представители органов законодательной, исполнительной, судебной власти, представители Русской православной церкви, ветераны, парадные расчёты и личный состав Кузбасского института ФСИН России и ГУФСИН России по Кемеровской области.
В 2014 году в результате реорганизации образованы факультет правоохранительной деятельности, факультет первоначальной подготовки, дополнительного профессионального образования и заочного обучения и юридический факультет.
В организации научно-исследовательской деятельности в институте, в том числе и в научной работе курсантов, поступательно реализуется принцип обусловленности направлений научных исследований потребностями и актуальными вопросами деятельности уголовно-исполнительной системы. Все научные работы курсантов, в том числе курсовые и дипломные, имеют тематику, связанную с деятельностью органов и учреждений УИС.
В 2015 году экспозиция Кузбасского института заняла 1 место среди образовательных организаций в конкурсе музейных экспозиций и комнат истории ФСИН России.
В 2015 году лучшие выпускники института были удостоены чести участвовать в Приеме Президента Российской Федерации выпускников военных ВУЗов в Кремле. В 2016 году делегацию выпускников образовательных организаций ФСИН России возглавил начальник института генерал-майор внутренней службы Киселев М.В.
С 2016 года институт в соответствии с решением учредителя приступил к подготовке курсантов по направлению подготовки бакалавриата («Юриспруденция»).
В 2016 году в институте была открыта экспозиция, посвященная истории УИС в годы Великой Отечественной войны 1941-1945 г.г.
13 июня 2017 года институтом была получена новая аккредитация, срок действия которой составляет 6 лет
В 2018 году впервые осуществлен набор курсантов по воспитательно-правовой специализации в рамках специальности 40.05.02 Правоохранительная деятельность и по ведомственной направленности - Организация деятельности уголовно-исполнительных инспекций в рамках направления подготовки 40.03.01 Юриспруденция.
В августе 2019 года институт возглавил Чириков Анатолий Геннадьевич, кандидат педагогических наук, доцент,полковник внутренней службы. Анатолий Геннадьевич возглавлял одно из ключевых направлений деятельности института - организацию образовательного процесса: с 2001 года он назначен на должность заместителя начальника по учебной работе Кузбасского филиала Владимирского юридического института ФСИН России, с 2007 года – заместителя начальника по учебной работе Кузбасского института ФСИН России. Анатолий Геннадьевич награждён: медалью ордена «За заслуги перед отечеством» II степени, медалью Жукова, ведомственными наградами: золотой и серебряной медалями «За вклад в развитие уголовно-исполнительной системы России», медалями «За усердие в службе» I и II степеней.
Со времени своего создания и по сегодняшний день Кузбасский институт Федеральной службы исполнения наказаний является единственной за Уралом образовательной организацией высшего образования ФСИН России. Сегодня комплектующими для института являются 26 территориальных органов, занимающих две трети территории Российской Федерации.

## Руководство
Начальник института -  кандидат педагогических наук, доцент, полковник внутренней службы Чириков Анатолий Геннадьевич
Заместитель начальника института по кадрам - полковник внутренней службы Туманов Алексей Борисович
Заместитель начальника института по служебно-боевой подготовке - полковник внутренней службы Кароян Владимир Владимирович
Заместитель начальника института по учебной работе - кандидат педагогических наук, доцент, полковник внутренней службы Ивашко Наталья Николаевна
Заместитель начальника института по тылу - подполковник внутренней службы Мартынов Андрей Вячеславович

## Известные преподаватели
Качаев, Николай Петрович (1937—2017). почетный гражданин Новокузнецка. С 2004 года проводится традиционный спортивный турнир на приз генерал-майора внутренней службы в отставке Н. П. Качаева

## Факультеты
- - Факультет правоохранительной деятельности
  - Факультет профессионального обучения и дополнительного профессионального образования
  - Юридический факультет
- Кафедра
  - Кафедра боевой и физической подготовки
  - Кафедра организации оперативно-розыскной деятельности
  - Кафедра организации режима в УИС
  - Кафедра государственно-правовых дисциплин
  - Кафедра гражданско-правовых дисциплин
  - Кафедра уголовного права и уголовного процесса
  - Кафедра организации охраны и конвоирования
  - Кафедра уголовно-исполнительного права и криминологии.
  - Кафедра гуманитарных, социально-экономических и естественно-научных дисциплин
  - Кафедра пенитенциарной психологии и пенитенциарной педагогики

## Студенческие организации
- Вокально-инструментальный ансамбль
- Духовой оркестр
- Команда КВН "Ради смеха"
- Коллективы художественной самодеятельности

## Физическая подготовка
Институт:
- Игровой спортивный зал (пр. Октябрьский 49)
- Борцовский зал (ул. Кутузова 62)

ЗУБ Атаманово:
- Волейбольные площадки
- Футбольное поле
- Легкоатлетическая трасса
- Полоса препятствий

Наиболее подготовленные курсанты занимаются в группах спортивного совершенствования по плаванию, самбо, волейболу, футболу, лыжным гонкам, служебному биатлону, легкой атлетике, стрельбе из боевого оружия